# Arne Kaijser
Arne Kaijser, född 5 februari 1950, är en svensk teknisk fysiker och professor emeritus i teknikhistoria vid Kungliga Tekniska högskolan i Stockholm som hör till Skolan för arkitektur och samhällsbyggnad.

## Biografi
Efter gymnasiet studerade Kaijser teknisk fysik vid Lunds tekniska högskola och tog civilingenjörsexamen 1973. Han kompletterade denna med en fil. kand. i ekonomisk historia, matematik och sociologi vid Lunds universitet 1978. Med den bakgrunden fann han en roll som handläggare i en av raden relativt nybildade sektorforskningsmyndigheter, Nämnden för energiproduktionsforskning (NE) i Stockholm. Här blev han kvar till dess att verksamheten omorganiserades och uppgick i Statens Energiverk. Liksom flera kollegor sökte han sig åter till den akademiska världen, där han blev forskarstuderande vid Linköpings universitet.

### Akademisk karriär
Kaijser disputerade vid Linköpings universitet 1987 och utsågs till docent där 1992. Sedan 1991 har han varit verksam som forskare och lärare vid KTH och har medverkat i uppbyggnaden av en forskarutbildning i teknikhistoria. Han utsågs 1999 till professor i teknikhistoria vid KTH. Kaijser är eller har varit ledamot i ett flertal forskningskommittéer, bland annat den rådgivande kommittén för Volvo Research and Educational Foundations. Han är vidare ledamot av redaktionskommittén för tre vetenskapliga tidskrifter inom teknikhistoria: Journal of Urban Technology, Centaurus och Polhem. 
Kaijser har också engagerat sig i internationella sammanhang inom teknikhistoria. Han tillhörde den grupp som 1999 bildade det teknikhistoriska nätverket Tensions of Europe på initiativ av Johan Schot, som anordnar konferenser vartannat år och samordnar teknikhistorisk forskning. Kaijser har också arbetat inom SHOT (Society for History of Technology), bland annat som ledamot av styrelsen (Executive Council). Åren 2010-2011 var han SHOT:s första icke-amerikanska president. 
Mycket av Kaijsers forskning har handlat om den historiska framväxten av energisystem och andra infrasystem i Sverige såväl som i andra länder. Han är särskilt intresserad av hur de institutionella ramarna för infrasystem skapas och förändras över tid. För närvarande forskar han dels om hur infrastrukturer (särskilt el- och gassystem) har knutits samman över nationsgränser i Europa, dels om hur datoriseringen har förändrat infrasystem.
Om skogs- och lantbrukshistoria i Europa publicerade Kaijser och andra forskare en skrift kring ett område som fötts ur människans strävan att tämja naturen 
Fram till mitten av 1980-talet hade man i Sverige något som kan kallas för folkhemsel, en elproduktion präglad av centralisering och storskalighet. Avregleringen av elmarknaden har inneburit dramatiska förändringar, man kan till och med tala om en revolution, menade Kaijser och Per Högselius i en bok om elbranschen och dess avreglering 2007.
Inom forskningsprojektet ”Inventing Europe. Technology and the Making of Europe” granskades bland annat europeiska ”allmänningar” och hur dessa – till exempel lufthavet över Europa – har tagits om hand. Försurningen som ett gränsöverskridande problem påtalades 1967 av Svante Odén och fick gehör på IVA och Naturvårdsverket, vilket ledde till en ambitiös svensk rapport på FN:s miljövårdskonferens i Stockholm 1972, den första.  När det stod klart att nedsmutsare och drabbade till följd av förhärskande vindriktningar ofta inte var desamma, uppstod politiska förvecklingar, där OECD fick en framskjuten roll. I Sverige löste man de inhemska svaveldioxidutsläppen genom en omfattande kärnkraftsutbyggnad, vars elproduktion initialt styrdes till snabb installation av direktverkande el för uppvärmning. Ågestaverkets kombinerade el- och värmeproduktion var ett första exempel som aldrig åtföljdes av liknande kärnbränsledrivna kraftvärmeverk trots omfattande utredningar. Men 30 års andra gemensamma ansträngningar visar likväl att globalt miljöarbete kan ge resultat.
Kaijser är ledamot av Ingenjörsvetenskapsakademien (sedan 2007). Kaijser har också anlitats som sakkunnig av regeringen.

## Utmärkelser
- Stipendium från Stiftelsen John och Margaretha Aspegrens minne (IVA) [4]
- Ordinarie ledamot av Kungl.IVA:s avdelning VI, (2007)
- Festskrift till 65-årsdagen: Wormbs Nina, Kaiserfeld Thomas, red (2015). Med varm hand: texter tillägnade Arne Kaijser. Stockholm papers in history and philosophy of technology, 0349-2842Trita-HOT, [0348-4696] ; 2070. Stockholm: Kungliga Tekniska högskolan, Avdelningen för historiska studier av teknik, vetenskap och miljö. Libris 17735173. ISBN 9789175954073